# راكول بريت سينج
راكول بريت سينج (بالإنجليزية: Rakul Preet Singh)‏ (10 أكتوبر 1990 -) ممثلة هندية وعارضة أزياء أُشتهرت بأدوارها في الأفلام التيلوغوية والتاميلية والهندية. ترشحت لثلاثة جوائز في مهرجان «فيلم فير» وحصلت على جائزة مهرجان جنوب الهند الدولية للأفلام، والمعروفة أيضًا باسم جوائز SIIMA.
بدأت حياتها المهنية كعارضة أزياء أثناء دراستها في الكلية، حيث ظهرت لأول مرة في التمثيل في فيلم Kannada Gilli (2009). في عام 2011، شاركت في مسابقة ملكة جمال الهند،  حيث احتلت المركز الخامس وفازت بخمسة ألقاب أخرى في عدة مسابقات.
اختارت بعد ذلك أن تصبح ممثلة، حيث ظهرت لأول مرة في فيلم «كيراتام» وفي فيلم «ثاديارا تاكا» في العام التالي. في عام 2014، ظهرت لأول مرة في فيلم باللغة الهندية بعنوان Yaariyan.
في عام 2017، تم تعيينها سفيرة العلامة التجارية لبرنامج Beti Bachao ، Beti Padhao من قبل حكومة ولاية تيلانجانا.

## وصلات خارجية
- راكول بريت سينج على موقع IMDb (الإنجليزية)
- راكول بريت سينج على موقع روتن توميتوز (الإنجليزية)
- راكول بريت سينج على موقع قاعدة بيانات الأفلام العربية
- راكول بريت سينج على موقع ألو سيني (الفرنسية)
- راكول بريت سينج على موقع أول موفي (الإنجليزية)
- راكول بريت سينج على موقع قاعدة بيانات الفيلم (الإنجليزية)